# ميلتون برانداو
ميلتون برانداو بلدية في ولاية بياوي في المنطقة الشمالية الشرقية من البرازيل.
تشكل البلدية مساحة 1,592,550 هكتار (3,935,300 أكر) من منطقة حماية البيئة في سيرا دا إيبيابا التي تم إنشاؤها عام 1996.